# Romeo Gontineac
Pas d'image ? Cliquez ici

a Compétitions nationales et continentales officielles uniquement.

b Matchs officiels uniquement.
Romeo Stefan Gontineac, né le 18 décembre 1973 à Botoșani (Roumanie), est un joueur et entraîneur de rugby à XV qui a joué avec l'équipe de Roumanie entre 1995 et 2008, avant d'en devenir le sélectionneur de 2010 à 2011. Son fils Taylor Gontineac est également rugbyman professionnel au Rouen Normandie rugby et sa fille, Olivia Rose, a joué en U18 au Stade aurillacois avant de rejoindre l'ASM Romagnat en 2022.

## Carrière

### En équipe nationale
Il a obtenu sa première cape internationale le 8 avril 1995 à l’occasion d’un match contre l'équipe de France à Bucarest, et sa dernière cape le 20 juin 2008 contre les Emerging Springboks, également à Bucarest. Il a disputé à quatre reprises la Coupe du monde pour un total de 14 matchs consécutifs (record national).

### Entraîneur
De 2010 à 2011, il est sélectionneur de l'équipe de Roumanie.
De 2013 à janvier 2020, il entraîne l'équipe espoirs du Stade aurillacois. En janvier 2020, il est nommé entraîneur en chef du Stade aurillacois.

## Palmarès

### En club
- Vainqueur du Championnat de France de rugby à XV de 1re division fédérale 2006-2007

### En équipe nationale
- Vainqueur du Championnat européen des nations en 2000, 2002 et 2006

### Personnel
- Recordman du nombre de sélections en Coupe du monde avec l'équipe de Roumanie (14)
- 2e joueur roumain le plus capé (76) derrière Adrian Lungu. Ils ont été dépassés par Cristian Petre en 2011.

## Statistiques en équipe nationale
- 76 sélections (75 fois titulaire, 1 fois remplaçant)
- 68 points (13 essais, 1 drop)
- 14 fois capitaine entre le 3 octobre 1999 et le 30 octobre 2003
- Sélections par année : 7 en 1995, 3 en 1996, 5 en 1997, 6 en 1998, 5 en 1999, 4 en 2000, 2 en 2001, 9 en 2002, 10 en 2003, 8 en 2004, 2 en 2005, 8 en 2006, 6 en 2007, 1 en 2008

En Coupe du monde :
- 1995 : 3 sélections (Canada, Afrique du Sud, Australie)
- 1999 : 3 sélections (Australie, États-Unis, Irlande)
- 2003 : 4 sélections (Irlande, Australie, Argentine, Namibie)
- 2007 : 4 sélections (Italie, Écosse, Portugal, Nouvelle-Zélande)